# Martinus J. Langeveld
Martinus Jan Langeveld (* 30. Oktober 1905 in Haarlem; † 15. Dezember 1989 in Bussum) war ein niederländischer Lehrer und Professor für Pädagogik. Langeveld ist der pädagogischen Phänomenologie (Utrechter Schule) zuzurechnen.

## Biographie

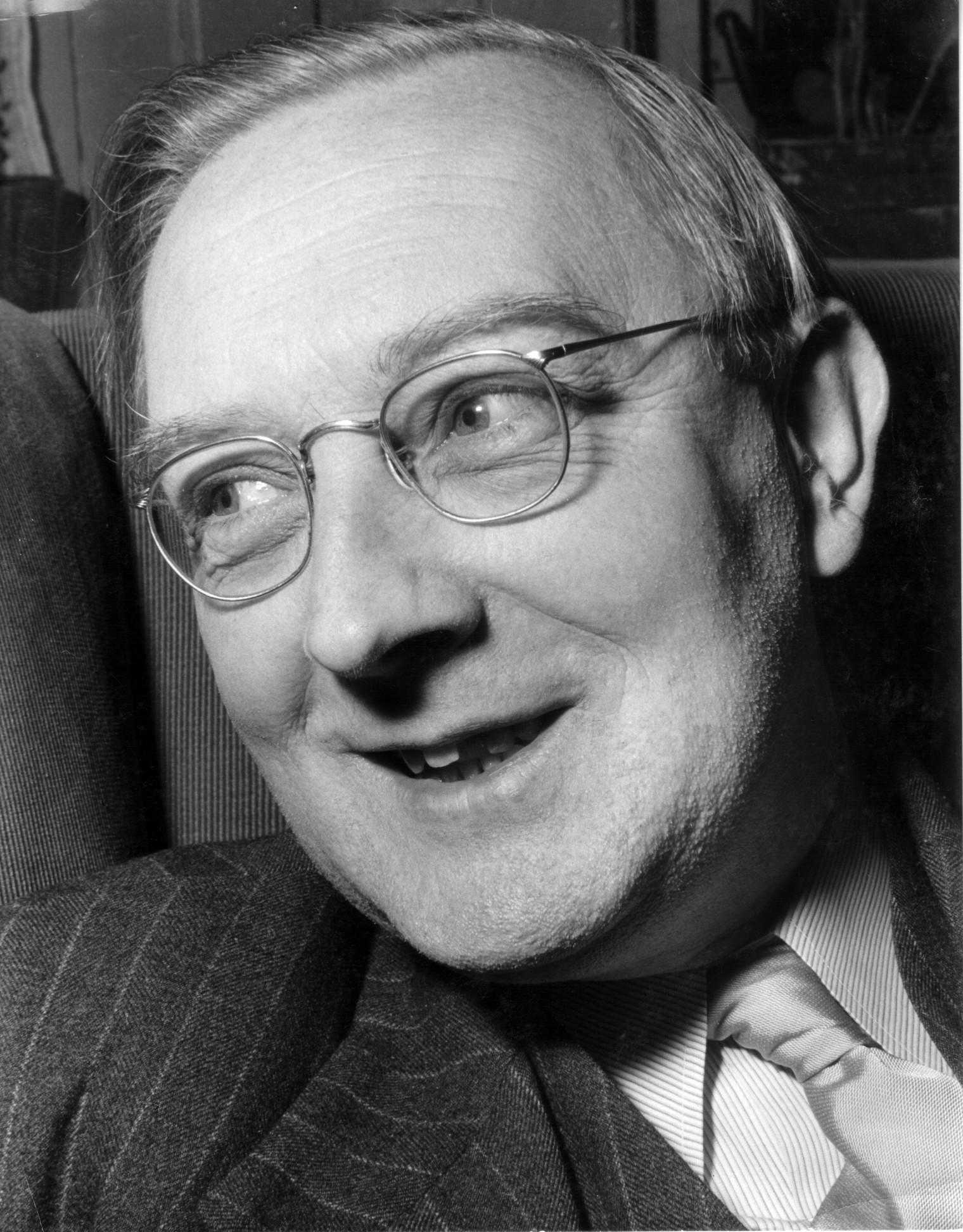
Martinus J. Langeveld

Nach Besuch der Höheren Bürgerschule (HBS) in Amsterdam wurde Langeveld 1921 zum Wehrdienst einberufen, welchen er mit Verweis auf seinen baptistischen Hintergrund zu verweigern suchte, was ihm der diensthabende Arzt jedoch abschlug. Am Amsterdamer Lyzeum lernte er die Kinder von Philip Kohnstamm kennen, mit dem er in der Folge bekannt wurde.
Nach erfolgreichem Abschluss des Gymnasiums im Jahre 1925 schrieb er sich an der Universität von Amsterdam (UvA) für die Fächer Niederländisch und Philosophie ein. Dort wurde Kohnstamm, wie auch Hendrik Josephus Pos (1898–1955), sein Lehrer. Mit Hilfe derer Unterstützung bereiste er in den 1930er-Jahren Deutschland und hörte u. a. bei Edmund Husserl, Martin Heidegger, William Stern und Theodor Litt Vorlesungen.
Von 1931 bis 1949 arbeitete Langeveld als Lehrer für Niederländisch im Lyzeum in Baarn. Nach Abschluss der Dissertation mit dem Titel „Taal en Denken bij 12- tot 14 jarigen“ (Sprache und Denken bei 12- bis 14-Jährigen) 1934 wurde er 1939 zum außerordentlichen Professor für Pädagogik an der Universität in Utrecht berufen. 1941 folgte der Wechsel auf eine Professur für Sonderpädagogik an der UvA als Nachfolge und auf Wunsch seines Lehrers Kohnstamm, der wegen seiner jüdischen Herkunft von den deutschen Besatzungsmacht entlassen wurde.
Nach dem Ende des Zweiten Weltkrieges kehrte Langeveld 1946 an die Universität in Utrecht zurück, einem Ruf auf eine Professur für Pädagogik, Allgemeine Didaktik und Entwicklungspsychologie folgend. Dort leitete er das Institut für Pädagogik, an dem „klinische Pädagogik“, d. h. praktische Erziehungsberatung für „schwierige Kinder“ praktiziert wurde. Auch bot das Institut Vorbereitungskurse für das Staatsexamen für angehende Lehrer (sog. MO-A- und MO-B-Programme) an.
In den 1960er-Jahren erweiterte Langeveld seine eigene akademische Sozialisation deutscher Psychologie und Pädagogik durch US-amerikanische Entwicklungspsychologie und Philosophie. Die Kombination daraus sowie die Beteiligung an der Utrechter Schule der Phänomenologie um Frederik Jacobus Johannes Buytendijk (der wie Langeveld ab 1946 bis 1957 ebenda wirkte) führten zu der Entwicklung einer Phänomenologischen Pädagogik (siehe Werk und Veröffentlichungen) als grundlagentheoretische Reflexion der Erziehung und ihrer Gegenstände. 1972 wurde Langeveld emeritiert, wirkte und publizierte jedoch bis in die 1980er-Jahre weiter und bekam aufgrund seiner Verdienste die Ehrendoktorwürde der Universitäten Zürich sowie Pretoria zugesprochen. Bereits 1966 wurde Langeveld mit dem königlichen Ritterorden ausgezeichnet. An der Universität Utrecht ist seit 2001 ein Gebäude zu seinen Ehren nach ihm benannt. Heute gilt Langeveld in den Niederlanden als einer der einflussreichsten Erziehungswissenschaftler der zweiten Hälfte des 20. Jahrhunderts.

## Forschung und Werk
Langevelds Forschung ist gekennzeichnet durch eine starke Orientierung am Individuum und einer theoretisch anspruchsvollen Reflexion pädagogischer Praxis und der Entwicklung von Kindern und Jugendlichen aus einer phänomenologischen Denkweise heraus. Das in den Kriegsjahren entstandene „Beknopte theoretische pedagogiek“ (= Eine knappe theoretische Pädagogik) avancierte zum Standardwerk für Generationen von Pädagogik-Studenten in den Niederlanden. Das 1959 auf Deutsch erschienene Werk „Studien zur Anthropologie des Kindes“ hingegen wurde bis heute nicht ins Niederländische übersetzt. Hingegen wurden einige seiner Schlüsselwerke durch den Kontakt mit dem Erziehungswissenschaftler Shuji Wada ins Japanische übersetzt und beeinflussten somit die sog. Kyōtoer Schule der Universität Kyōto nachhaltig.
Erkenntnis- und wissenschaftspolitisch befand sich Langeveld im expliziten Widerspruch zur quantitativen Vermessung von Kindheit durch den empirisch-analytisch arbeitenden Psychologen Adrian de Groot an der Utrechter Universität. In den 1970er Jahren wurde Langeveld (auch wegen der Verfügbarkeit seiner Schriften in deutscher Sprache) vermehrt rezipiert, u. a. von Werner Loch. Seit einigen Jahren erfahren die Schriften Langevelds wieder eine erhöhte Aufmerksamkeit, sowohl in der englisch- als auch in der deutschsprachigen und niederländischen Erziehungswissenschaft.
Seit 1958 war er Mitglied der Königlich Niederländischen Akademie der Wissenschaften.

## Publikationen (Auswahl)
- Taal en denken [=Sprache und Denken]. Wolters, Groningen 1934.
- Inleiding tot de studie der Paedagogische psychologie van de middelbare schoolleeftijd [= Einführung in das Studium der Pädagogischen Psychologie in der Oberschule]. Wolters, Groningen 1937.
- Beknopte theoretische pedagogiek [= Eine knappe theoretische Pädagogik]. Wolters-Nordhoff, Groningen 1945.
- De “verborgen plaats” in het leven van het kind [= Der „geheime Ort“ im Leben des Kindes]. In: Jan Hendrik van den Berg & Johannes Linschoten (Hrsg.): Persoon en wereld [=Person und Welt]. Bijleved, Utrecht 1953, S. 11–32.
- Ontwikkelingspsychologie [= Entwicklungspsychologie]. Wolters, Groningen 1953.
- Kind en religie. Enige vragen voorafgaande aan een godsdienstpedagogiek [= Kind und Religion. Einige Fragen vorangegangener religiöser Erziehung]. Bijleveld, Purmerend 1956.
- Studien zur Anthropologie des Kindes. Niemeyer, Tübingen 1956.
- Capita uit de algemene methodologie der opvoedingswetenschap [=Methodologie und „Sinn“-Orientierung in der Pädagogik, München: Reinhardt. 1981]. Groningen: Wolters-Nordhoff, Groningen 1959.
- Die Schule als Weg des Kindes. Westermann, Braunschweig 1960.
- Columbus. Analyse der Entwicklung zur Erwachsensein durch Bilddeutung. Karger, Basel-New York 1969.
- Intelligentie leef je zelf [=Die Intelligenz ist dein Leben]. Boom, Meppel 1974.
- Elk kind is er één. Meedenken en meehelpen bij groot worden en opvoeden [=Jedes Kind ist eins. Mitdenken und Mithelfen bei Großwerden auf Aufwachsen]. Callenbach, Nijkerk 1974.
- Mensen worden niet geboren. Inleiding tot de pedagogische waardenleer [= Menschen werden nicht geboren. Einführung in die pädagogischen Wertelehre]. Callenbach, Nijkerk 1979.